# Platystoma ussuricum
Platystoma ussuricum är en tvåvingeart som beskrevs av Valery Korneyev 1991. Platystoma ussuricum ingår i släktet Platystoma och familjen bredmunsflugor. Inga underarter finns listade i Catalogue of Life.